# グローサラント
グローサラント（英: Grocerant）は、スーパーマーケットなどで、買った食材をその場で調理し、店内で提供することを指す造語。由来は食料品店を意味する「グローサリー (grocery)」と、「レストラン (restaurant)」のかばん語から。

## 特徴
一角に椅子とテーブルを設けただけのイートインスペースとは違い、レストランのようなゆったりとしたくつろぎの場で食事をすることができ、発祥国のアメリカでは根強い人気を誇っている。

## 日本での主な店舗
- 成城石井 - トリエ京王調布店
- イオンスタイル新浦安MONA